# Sandracottus jaechi
Sandracottus jaechi (лат.) — вид жуков из семейства плавунцов.

## Описание
Тело жуков овальное, длиной 14,4-15,0 мм, полностью чёрное как с верхней, так и с нижней стороны. Поверхность головы шершавая от покрывающих её мелких многочисленных и более крупных, но гораздо более редких точек. Густота крупных точек на лбу увеличивается. Клипеальные борозды и точки вдоль глаз хорошо выражены. Бока переднеспинки не окаймлённые. Поверхность переднеспинки пунктирована. Передняя линия точек широко прервана посередине, формирующие её точки крупные и сильно сливающиеся. Надкрылья также в двойной пунктировке из мелких и крупных точек. Отросток переднегруди почти плоский, короткий и широкий, ланцетный, в 1,4 раза длиннее своей ширины, уплощенный и тонко, но отчетливо скульптурированный. Задний его край широко закругленный. Шпоры голеней задних ног раздвоены. Щетинки по заднему краю бёдер средних ног редкие и составляют около 2/3 ширины этих бёдер у основания. Метакоксальные (тазиков задних ног) линии короткие, не достигают вершин метакоксальных отростков.

## Биология
Обитает в тропических торфяных водоёмах. Чёрная окраска тела, возможно, является приспособлением к жизни в таких водоёмах с темным дном, с обилием гниющих растительных остатков.

## Распространение
Известен только из типового местообитания в окрестностях города Нувара-Элия на острове Шри-Ланка.